# Genpatsu-shinsai
Genpatsu-shinsai (原発震災?)  este un termen în japoneză care se referă la un accident major care rezultă din conjunctura în spațiu și în timp a unui accident nuclear grav (implicând, potențial sau de fapt, topirea nucleului unui reactor atomic) și cutremurul  care l-a declanșat.  
Genpatsu-shinsai este o situație în care o țară (sau mai multe) trebuie să gestioneze o dublă criză, combinând efectele daunelor cauzate de cutremur, cele ale accidentului cu cele ale unui context de dezorganizare cauzat de cutremur și posibilele sale replici (posibil dublate în Japonia de un  tsunami).  În astfel de circumstanțe, factorii tehnici și științifici sunt atunci combinați cu factorul uman, ceea ce face ca gestionarea crizei să fie deosebit de complexă și de dificilă, făcând posibil accidentul " cel mare "   sau chiar mai multe, prin efectul de domino. 
În ultimii ani, autoritățile japoneze și de la Tokyo au luat în considerare un astfel de scenariu, într-un plan de urgență bazat pe o probabilitate de 87% de apariție a unui cutremur cu magnitudinea de 8,0 înainte de 30 de ani,  care,  potrivit revistei Nature, a fost insuficient. (Cutremurul care a declanșat tsunamiul din Oceanul Indian, în 2004, a depășit magnitudinea de 9,0 grade  și un al doilea cutremur în apropierea Japoniei în martie 2009 a depășit 8,0). 
De exemplu, accidentele nucleare de la Fukushima din 2011 sunt de tip "genpatsu-shinsai". 

## Construcția lingvistică și originea expresiei
Genpatsu-shinsai este un neologism care asociază cuvintele Genpatsu (原発?), abrevierea jurnalistică pentru genshiryokuhatsudensho (原子力発電所? «centrală nucleară»)   și shinsai (震災? «dezastru seismic»)  . 
Această expresie pare să fi fost inventată și folosită mai întâi de seismologul japonez Katsuhiko Ishibashi de la Universitatea Kobe, care este, de asemenea, unul dintre principalii consilieri japonezi în domeniul securității nucleare în caz de cutremur.</ref> El a folosit-o comentând impactul cutremurului din Chuetsu-oki (iulie 2007) declarând că lumea nu a fost niciodată atât de aproape de o catastrofă globală. Criza din Kashiwazaki l-a  determinat să-și reînnoiască chemarea de a închide imediat cinci reactori nucleari din Hamaoka (o fostă centrală nucleară construită în Shizuoka direct deasupra unei falii geologic active de 30 km lungime), la aproximativ 100 km (60 miles vest de Tokyo. Potrivit operatorului (Chubu Electric), clădirea îndeplinea standardele guvernamentale ale timpului (magnitudinea 6.5 ), dar, potrivit seismologilor, este "practic imposibil" să se asigure siguranța unei clădiri pe un astfel de amplasament. Fabrica Hamaoka, conform lui Mitsuhei Murata (fostul diplomat și profesor la Universitatea Tokai Gakuen, uneori poreclit anti-nuclear), reprezintă cel mai mare risc de genpatsu-shinsai pentru Japonia </ref>. 

## Evenimentegenpatsu-shinsai

### În 2011, în Japonia
Accidentul nuclear de la Fukushima-Daiichi a fost inițiat de cutremurul din Tōhoku de magnitudine 9 (pe scara Richter, calculat de USGS ), provocând un tsunami pe coasta de nord-est a Insulei Honshu, făcând ca toate sau o parte dintre sistemele de răcire ale complexului să fie inoperante. 
În complexul nuclear nuclear Fukushima și în special în centrala nucleară de la Fukushima Daiichi, mai multe sisteme de răcire și instalare au fost grav afectate, justificând, pentru prima dată în Japonia, Decretul privind situațiile de urgență nucleară . După minimalizarea consecințelor în primele zile, acest cutremur a devenit cu adevărat "unul mare " și genpatsu-shinsai. 
Gestionarea crizei a fost mult complicată de absența electricității la fața locului, de lipsa accesului la apă dulce pentru răcire și de replicile seismice care au necesitat evacuarea unei părți sau a întregului personal. 

## Consecințe potențiale
Un genpatsu-shinsai care afectează instalația nucleară de la Hamaoka ar putea produce un nor radioactiv care, conform lui Mitsuhei Murata, ar ajunge la Tokyo în 8 ore, afectând, în câteva ore, sute de mii de oameni și, ulterior, milioane de oameni  . Japonia ar putea să nu-și poată reveni din consecințele unui astfel de accident . Kiyoo Mogi de la Universitatea Tokio, care este fostul președinte al Comitetului de coordonare japonez pentru predicția cutremurelor, a declarat pentru revista Nature că el și alți experți în domeniul nuclear au recomandat întreruperea fabricii Hamaoka din Shizuoka. 
În cel mai rău scenariu, o serie de circumstanțe sau dezastre ar putea contribui la un colaps ecologic local sau chiar global. 

## Precauții și prevenire
Este necesară o planificare mai bună a răspunsurilor (gestionarea crizelor) și adaptarea preventivă a clădirilor și a sistemelor, ceea ce necesită date mai bune prospective și scenarii credibile. 
În Japonia, de exemplu, noile linii directoare reglementează luarea în considerare a riscului seismic în timpul construcției reactorilor nucleari. Din 2007, aceste noi orientări au făcut necesară reevaluarea siguranței a 55 de reactori. Operatorii trebuie să studieze urmele activității seismice în ultimii 130 000 de ani pentru a detecta mai bine defectele active. Operatorii trebuie, de asemenea, să utilizeze noi indicatori și instrumente geomorfologice. 
 Cu toate acestea, unii seismologi - în timp ce laudă aceste îmbunătățiri - consideră că măsurile de precauție sunt încă precare. 
Este cazul, de exemplu, al lui Katsuhiko Ishibashi, membru al unei unități de cercetare din cadrul Universității din Kobe pentru siguranță și securitate urbană  și fost expert în cadrul unui comitet înființat de guvern în 2006 pentru a revizui (actualizați și îmbunătățiți) orientările japoneze privind riscul seismic. El consideră că, dacă metoda de estimare a seismicității solului s-a îmbunătățit, unele riscuri nu sunt luate în considerare. El a demisionat la ultima ședință a comisiei, în urma refuzului acesteia de a examina o propunere de revizuire a standardelor de monitorizare a încălcărilor active. În aceste zone, anticiparea anumitor mișcări de teren de către seismologi este într-adevăr imposibilă  , . 
Cu toate acestea („împingeri oarbe“ pentru limba engleză) „defecte sau suprapuneri oarbe“ sunt favorizează  apariția unor cutremure cu o magnitudine mai mare de 6,5, în Japonia  ca în Himalaya sau în bazinul Los Angeles (cutremure de magnitudine de la 6,6 până la 7,2, în funcție de lungimea rupturii, care se repetă la fiecare 1700-3200 ani, în funcție de modelele aplicate în bazinul estic din Los Angeles  ,  sau în Europa). Ishibashi consideră că neînțelegerea acestor fenomene de către comitet a condus în Japonia, într-o regiune cu o istorie geologică deosebit de complexă, prost înțeleasă și sub revizuire , la subestimarea riscului de cutremur cu intensitate ridicată. 
În același sens, în Statele Unite ale Americii, cercetătorii și planificatorii urbani lucrează la sinergiile dintre riscuri (inclusiv seismice), pentru a anticipa mai bine "efectul de domino", conjuncțiile circumstanțelor nefavorabile etc. Un program de cercetare și demonstrație este condus de USGS, numit "Proiectul de demonstrare a riscurilor multiple" (care poate fi tradus în mare măsură ca un program de demonstrație multi-pericol). În anii 2009-2011, s-au adunat mai mult de o sută de cercetători pentru a lucra la scenarii care asociază, pe baze istorice și prospective, acumularea mai multor riscuri sau pericole ( incendii forestiere, inundații majore, submersiuni marine, furtuni, pericole seismice etc.) în California, cu agenția federală de gestionare a situațiilor de urgență și cu agenția de gestionare a situațiilor de urgență din California. 
Scenariile (de exemplu, ARkStorm) trebuie să integreze efectele socio-economice și psihologice asupra populației. ARkStorm se referă la o credibilă apariție de furtuni și inundații de 100 de ani sau de 200 de ani (sau mai mulți), cu efecte asupra infrastructurii comparabile cu cutremurele mari din San Andreas.  